# زلینگشتدت
زلینگشتدت (به آلمانی: Seelingstädt) یک شهر در آلمان است که در گرایتس واقع شده‌است. زلینگشتدت ۱٬۴۹۱ نفر جمعیت دارد.